# Joseph Duchesne
Joseph Duchesne, latinisiert Quercetanus (* um 1544 in Esturre, Armagnac; † 20. August 1609 in Frankreich) war ein französischer Alchemist, Mediziner und Paracelsus-Anhänger (Iatrochemie).
Duchesne war der Sohn eines Arztes und studierte Medizin in Montpellier und Basel, wo er 1573 promovierte. Danach praktizierte er in Lyon, wo er die wohlhabende Erbin Anne Tyre heiratete (Tochter eines Mitglieds des Rats und Enkelin von Guillaume Budé). Er war auch Arzt des Herzogs von Anjou. Da er Calvinist war, verließ er Lyon. 1580 zog er nach Kassel und später nach Genf, wo er 1584 das Bürgerrecht erhielt. 1587 wurde er dort Mitglied des Rats der 200, woraufhin er verschiedene diplomatische Missionen (in der Schweiz) ausführte, und 1594 des kleinen Rats. Nach dem Edikt von Nantes kehrte er 1598 nach Frankreich zurück und zog nach Paris, wo er Arzt von Heinrich IV. wurde. Er wurde auch für diplomatische Missionen in der Schweiz eingesetzt.
1603 verurteilte die Medizinische Fakultät in Paris ihn und Théodore Turquet de Mayerne wegen ihrer Paracelsistischen Ansichten und Abweichung von der Lehre Galens.
1604 besuchte er Kassel auf Einladung des Landgrafen Moritz und gab Demonstrationen in dessen Labor.
Nach seinem Tod zog seine Tochter nach Genf.

## Schriften
- Sclopetarius. 1576 (behandelt Schusswunden), Digitalisat (Ausgabe von 1600)
- Iosephi Quercetani medici Opera medic. 1596, Digitalisat
- De priscorum philosophorum verae medicinae materia. 1603, Digitalisat
- Ad veritatem hermeticae medicinae ex Hippocratis veterumque decretis ac therapeusi. 1604, Digitalisat
- Pharmacopoea dogmaticorum restituta pretiosus selectisque Hermeticorum floribus abunde illustrate. Leipzig 1607, Digitalisat
- Le Ricchezze della riformata Farmacopea del Giuseppe Quercetano. Nouamente di Favella Latina traportata in Italiana da Giacomo Ferrari. Venedig: Guerigli, 1619. Digitalisat
- Pharmacopeia restituta.  Strassburg : Zetzner, 1625.
- Diaeteticon polyhistoricum. 1607, Deutsche Version von Johann Adolph Ringelstein
- Quercetanus redivivus, hoc est, ars medica dogmatico-hermetica. 3 Bände. Beyer, Frankfurt am Main 1648, Deutsche Übersetzung.